# Rudolf Landau
Rudolf Landau (geb. 26. Juni 1946 in Siegen) ist ein deutscher evangelischer Pfarrer, Theologe, Autor und Herausgeber.

## Leben und Wirken
Landau wurde 1946 in Siegen geboren. Er studierte evangelische Theologie in Wuppertal, Marburg, Heidelberg und Göttingen. 1976 promoviert, wurde er Assistent bei Rudolf Bohren in Heidelberg. Im Jahr 1974 wurde er ordiniert und versah ab 1987 das Pfarramt in Sexau. Dort initiierte er unter anderem den Sexauer Gemeindepreis für Theologie. Es folgten Pfarrämter in Nordbaden.
Er ist Autor und Herausgeber zahlreicher Predigt- und Aufsatzbände. Seine Arbeiten sind gekennzeichnet durch ein Zusammenspiel von praktisch-theologischer (homiletischer) Theorie und entsprechenden prägnanten Predigten, die vorwiegend pneumatologisch orientiert sind.
Jahrelang war Rudolf Landau Mitglied der Landessynode der Evangelischen Landeskirche in Baden.
Anlässlich seines 60. Geburtstags widmete ihm Heinz-Dieter Neef im Jahr 2006 eine Festschrift. In seinem Widmungstext nennt er Landau einen „kundigen und unermüdlichen Vermittler zwischen Theologie und Gemeinde“.
Verheiratet ist Rudolf Landau seit 1972 mit Sigrid Landau.

## Werke (Auswahl)
- Die Nähe des Schöpfers. Untersuchungen zur Predigt von der Vorsehung Gottes, Calwer Theologische Monographien C/13, Stuttgart 1988, ISBN 3-7668-0780-3.
- Jetzt kommt Gott. Predigten, Stuttgart 2006, ISBN 3-7668-3916-0.
- Aber deine Toten werden leben. Ein Trost- und Lesebuch mit Predigten zur Beerdigung, Stuttgart 2. Aufl. 2007, ISBN 978-3-7668-3736-3.
- Sein groß Lieb zu zeigen an. Predigten, Waltrop 2008, ISBN 978-3-89991-081-0.
- Brannte nicht unser Herz. Gespräche auf dem Wege, Stuttgart 2018, ISBN 978-3-7668-4488-0.
- ... ich wollte gerne sehen deine Macht und Herrlichkeit. Predigten, Kamen 2021, ISBN 978-3-89991-247-0.